# گالیون (اوهایو)
گالیون(به انگلیسی: Galion) شهری در ایالت اوهایو کشور ایالات متحده آمریکا است که جمعیت آن در سرشماری سال ۲۰۱۰ میلادی، ۱۰٬۵۱۲ نفر بوده‌است.